# Вильена, Изабелла де
Изабелла де Вильена (1430—1490) — испанская религиозная писательница, настоятельница монастыря Троицы в Валенсии. Считается одной из первых писательниц на каталанском языке; её важнейшим произведением является «Vita Christi» («Жизнь Христа»). Также рассматривается как протофеминистка в связи с её попытками улучшить восприятие женщин в обществе. Незаконнорождённая дочь поэта Энрике де Вильена (1384—1434).

## Биография
Изабелла родилась в 1430 году. Её отец принадлежал к знатной семье, со стороны отца его дедом был Альфонсо Арагонский Старый (1332—1412), граф Рибагорса, маркиз Вильена и герцог Гандия. Матерью Изабеллы была неизвестная по имени дворянка. С четырёх лет воспитывалась при дворе Марии и Альфонсо V, короля Арагона. В 1445 году Изабелла вступила в основанный Марией де Луна монастырь Троицы, и в 1462 году была избрана его настоятельницей. Её смерть в 1490 году стала, возможно, результатом эпидемии чумы.
Считается, что «Жизнь Христа» Изабеллы де Вильена стала ответом на вышедшуюся около 1460 года женоненавистническую книгу валенсийского врача Хауме Роига «Espill». Книга Изабеллы была написала для монахинь монастыря Изабеллы и не публиковалась при её жизни. Первое издание вышло в 1497 году по указанию королевы Изабеллы I. Поскольку книга была написана на валенсийском диалекте каталанского языка, её известность была достаточно ограниченной. В 1972 году испанский литературовед Марти де Рикер указал, что Изабелла является важной фигурой в средневековой литературе Каталонии. Внимание к писательнице было привлечено в конце XX века, и с тех пор она рассматривается, наряду с Кристиной Пизанской (ум. 1430), как представительница протофеминизма.